# Toller Whelme
Toller Whelme – wieś w Anglii, w hrabstwie Dorset, w dystrykcie (unitary authority) Dorset. Leży 22 km na północny zachód od miasta Dorchester i 195 km na południowy zachód od Londynu.